# الصردان الطواغيت

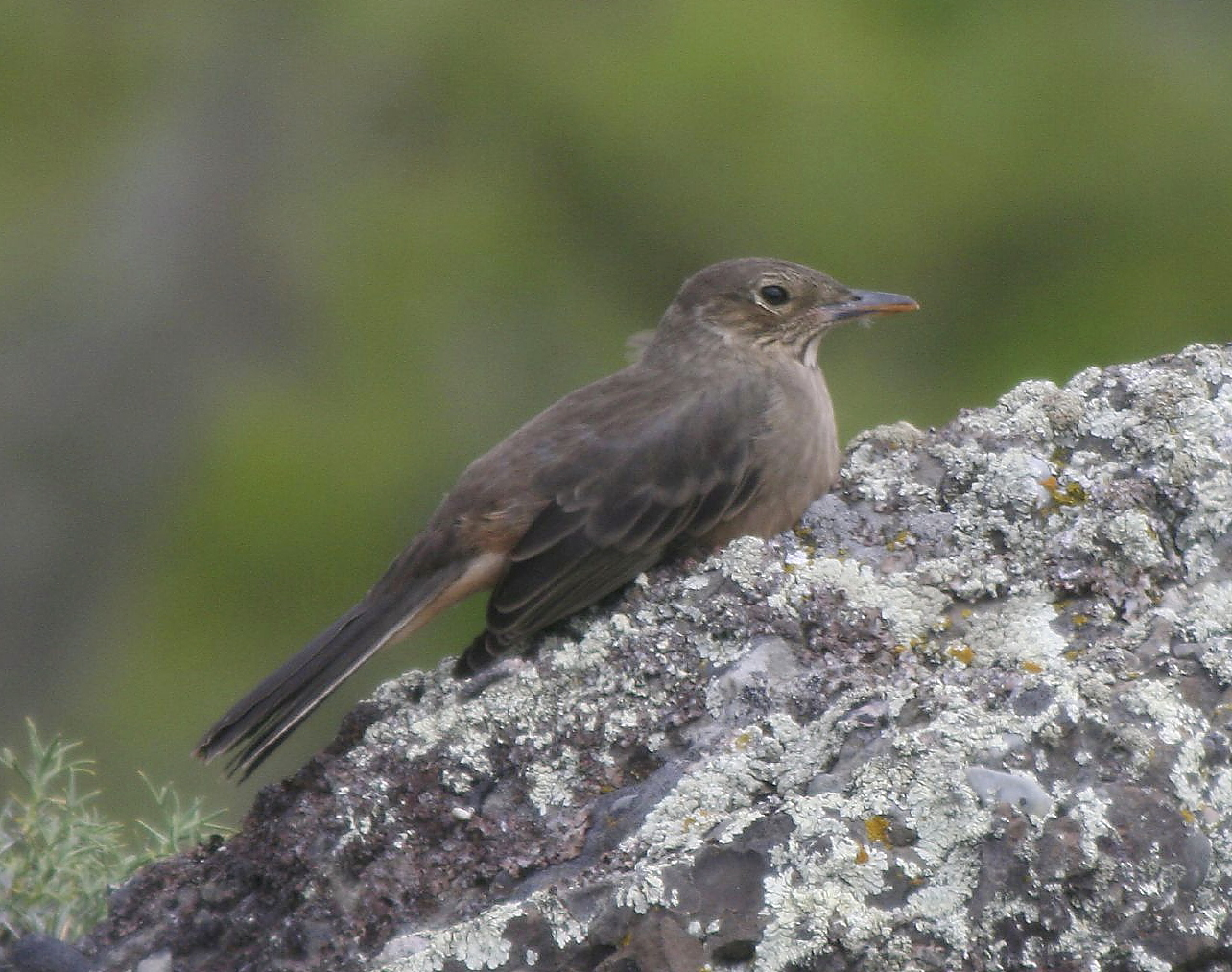

الصُردان الطواغيت هو إحدى أجناس الطيور المُنتمية إلى فصيلة خطافات الذباب الطواغيت. تتواجد أعضاء هذا الجنس في الموائل الطبيعية المكشوفة بغربي وجنوبي أمريكا الجنوبية، في المناطق المُرتفعة غالبًا. حجمها ضخم ومنقارها ثخين إذا ما قورنت بِسائر أعضاء الفصيلة، وإليها ينتمي أكبر أعضاء الأخيرة بلا مُنازع، وهو الصرد الطاغوت الأكبر.